# Liste der denkmalgeschützten Objekte in Wien/Meidling
Die Liste der denkmalgeschützten Objekte in Wien-Meidling enthält die 59 denkmalgeschützten unbeweglichen Objekte des 12. Wiener Gemeindebezirks Meidling.

## Denkmäler
| Foto |                 | Denkmal | Standort                                                             | Beschreibung | Metadaten |
| ---- | --------------- | --- | -------------------------------------------------------------------- | --- | --- |
| ja   | Datei hochladen | Kommunaler Wohnbau, Straßenbahner-Wohnheim HERIS-ID: 28973 Objekt-ID: 25590                                                | Johann-Hoffmann-Platz 10, 11–12, 13–14, 15 Standort KG: Altmannsdorf | Diese Zinshausreihe wurde 1912 von Carl Holzmann errichtet. Mit Mansardgiebel, Erker, Putzfelder und Kerbschnittdekor weist sie Anklänge an den Heimatstil auf. | BDA-Hist.: Q37922790 Status: § 2a Stand der BDA-Liste: 2025-06-30 Name: Kommunaler Wohnbau, Straßenbahner-Wohnheim GstNr.: 233/28 |
| ja   | Datei hochladen | Schule HERIS-ID: 28974 Objekt-ID: 25591                                                                                    | Johann-Hoffmann-Platz 19, 20 Standort KG: Altmannsdorf               | Diese Schule wurde 1910 von Matthäus Bohdal erbaut. Sie lehnt sich in ihren Formen an den Heimatstil an und ist ein blockhafter Bau mit einem Mansardgiebel unter einem hohen Staffeldach. Die drei von Säulen flankierten Portale weisen reichen Dekor auf und über dem dritten Stock befinden sich Friese mit Kinderdarstellungen. | BDA-Hist.: Q37922805 Status: § 2a Stand der BDA-Liste: 2025-06-30 Name: Schule GstNr.: 232/13 Schule Johann-Hoffmann-Platz |
| ja   | Datei hochladen | Figurenbildstock hl. Augustinus HERIS-ID: 28978 Objekt-ID: 25595 Wien Kulturgut: 45011                                     | bei Khleslplatz 10 Standort KG: Altmannsdorf                         | Diese Statue erinnert an die Augustiner, die bis 1812 Besitzer des Grundes und der Kapelle bzw. Kirche waren, sie ist mit 1723 bezeichnet. | BDA-Hist.: Q37922843 Status: § 2a Stand der BDA-Liste: 2025-06-30 Name: Figurenbildstock hl. Augustinus GstNr.: 426/2 Altmannsdorfer Kirche St Augustinus |
| ja   | Datei hochladen | Kath. Pfarrkirche hl. Oswald, Altmannsdorf HERIS-ID: 28905 Objekt-ID: 25514                                                | bei Khleslplatz 10 Standort KG: Altmannsdorf                         | Die Kirche steht an Stelle einer schon im Spätmittelalter erwähnten Kapelle und wurde 1838/39 nach Plänen von Franz Lößl erbaut. Es ist eine Saalkirche mit gestuftem Walmdach und Giebelreiter, die Frontfassade ist dreiachsig mit Pilastergliederung. Das Innere ist ein frühes Beispiel der Zusammenarbeit nazarenischer Künstler: den Hochaltar schuf Johann Matthias Ranftl, eine darüber befindliche Glasmalerei Leopold Kupelwieser, die Seitenaltäre wurden Joseph Führich bzw. Eduard Steinle gemalt. | BDA-Hist.: Q2651671 Status: § 2a Stand der BDA-Liste: 2025-06-30 Name: Kath. Pfarrkirche hl. Oswald, Altmannsdorf GstNr.: 1 Altmannsdorfer Kirche |
| ja   | Datei hochladen | Pfarrhof, Altmannsdorf HERIS-ID: 28977 Objekt-ID: 25594                                                                    | Khleslplatz 10 Standort KG: Altmannsdorf                             | Der Pfarrhof ist ein frühhistoristischer Bau aus dem Jahr 1859 mit von Zinnentürmchen überhöhter Mittelachse. | BDA-Hist.: Q37922828 Status: § 2a Stand der BDA-Liste: 2025-06-30 Name: Pfarrhof, Altmannsdorf GstNr.: 26 Altmannsdorfer Kirche Pfarrhof |
| ja   | Datei hochladen | Schloss Altmannsdorf, ehem. Gutshof, ehem. Dr.-Karl-Renner-Institut, heute Firmensitz HERIS-ID: 28979 Objekt-ID: 25596     | Khleslplatz 12 Standort KG: Altmannsdorf                             | Der ehemalige Wirtschaftshof des Augustinerordens, der im Kern aus der Zeit um 1700 stammt wurde nach dessen Auflösung verkauft und nach 1818 zu einem biedermeierlichen Landsitz umgestaltet. Er besteht aus einem schlichten Trakt zum Khleslplatz mit Walmdächern und einem Osttrakt zum Garten hin. Zum Khleslplatz hin weist das Gebäude ein schlichtes Korbbogentor mit Rustikarahmung auf. In einem daran anschließenden neueren Trakt befindet sich eine Rundbogennische mit einer Figur der hl. Anna mit Maria. Der Osttrakt wird von einer Freitreppe und einem Zwerchgeschoß dominiert, die Seitenachsen weisen flache Kolossalpilaster auf. Im Erdgeschoß besitzt er zwei Räume mit Kreuzgratgewölbe bzw. Stichkappentonnen. | BDA-Hist.: Q2240018 Status: Bescheid Stand der BDA-Liste: 2025-06-30 Name: Schloss Altmannsdorf, ehem. Gutshof, heute Dr.-Karl-Renner-Institut GstNr.: 2/4 Schloss Altmannsdorf |
| ja   | Datei hochladen | Kirchengebäude „Am Schöpfwerk“ HERIS-ID: 28908 Objekt-ID: 25519                                                            | Lichtensterngasse 4 Standort KG: Altmannsdorf                        | Die Kirche der Siedlung Am Schöpfwerk wurde 1979–1981 von Viktor Hufnagl erbaut. Sie ist ein freistehender, aus kubischen Elementen gestaffelter Bau in Stahlbeton-Skelettkonstruktion auf dem Grundriss eines griechischen Kreuzes mit Zentralraum in Form einer Stufenpyramide. Der Innenraum ist in mit grün-goldenen Fliesen ausgestattet, die rasterförmig die Kuben überziehen. Hinter dem zentralen Keramikaltar befindet sich ein einfaches Holzkreuz. Im Raum befinden sich Tafelbilder von Carry Hauser und Michael Fuchs sowie Kreuzweg und Weihwasserbecken aus Keramik von Franz Josef Altenburg. Anmerkung: Die Kirche wurde 2022 vom römisch-katholischen zu einem serbisch-orthodoxen Gotteshaus umgewandelt. Eine Eigentumsveränderung war damit nicht verbunden, sodass die Denkmalschutzeintragung im Grundbuch nach wie vor auf „Kath. Pfarrkirche und Seelsorgezentrum Am Schöpfwerk hl. Franz von Assisi“ lautet. | BDA-Hist.: Q1410738 Status: § 2a Stand der BDA-Liste: 2025-06-30 Name: Ehem. Kath. Pfarrkirche und Seelsorgezentrum hl. Franz von Assisi, Am Schöpfwerk GstNr.: 301/4 Kirche Am Schöpfwerk |
| ja   | Datei hochladen | Ehem. Schokoladefabrik Stollwerck HERIS-ID: 111826 Objekt-ID: 129836seit 2012                                              | Gaudenzdorfer Gürtel 43-45 Standort KG: Gaudenzdorf                  | Diese ehemalige Firmenzentrale wurde 1910 von Rudolf Krausz erbaut. Die Fassadengestaltung ist symmetrisch mit regelmäßig gesetzten breiten Sprossenfenstern zwischen Lisenen. Abgeschlossen wird sie durch einen Mittelgiebel. Die dreiachsige Portalzone hat eine gerade Verdachung. | BDA-Hist.: Q37826967 Status: Bescheid Stand der BDA-Liste: 2025-06-30 Name: Schokoladefabrik Stollwerck GstNr.: .130/40 Schokoladefabrik Stollwerck, Gaudenzdorfer Gürtel |
| ja   | Datei hochladen | Eisenbahnbrücke, Otto-Wagner-Brücke über die Wienzeile samt Anschlussbauwerken HERIS-ID: 29555 Objekt-ID: 26205            | Standort KG: Gaudenzdorf                                             | Die Brücke über die Wienzeile ist eine aus drei Teilbrücken bestehende Strecke der Gürtellinie der Wiener Stadtbahn und wurde 1895–1898 erbaut. Sie beschreibt einen 250 Meter langen Bogen von Norden nach Westen. Der südliche Brückenteil mit seinen die Brücke 13,7 Metern überragenden Pylonen ist der künstlerisch aufwändigste Teil. Sie wurde nach jahrelanger Diskussion um einen etwaigen Abbruch 1984 unter Schutz gestellt und in den anschließenden Jahren für die U-Bahn adaptiert. | BDA-Hist.: Q64764919 Status: Bescheid Stand der BDA-Liste: 2025-06-30 Name: Eisenbahnbrücke, Otto-Wagner-Brücke über die Wienzeile samt Anschlussbauwerken GstNr.: 202/1 Brücke über die Zeile |
| ja   | Datei hochladen | ehem. Stadtbahn – Teilbereich der heutigen U6 HERIS-ID: 111237 Objekt-ID: 129028                                           | Standort KG: Gaudenzdorf                                             | Die Stadtbahn wurde ab 1892 im Zuge der Regulierung von Donaukanal und Wienfluss geplant, ästhetischer Beirat war seit 1894 Otto Wagner. Er plante mit seinen Mitarbeitern Unterbau, Hochbauten (Stützmauern, Brücken, Tunnelportale, Viadukte, Stationen) und Details (Geländer, Gitter, Tore, Möbel, Beleuchtungsköper etc.) aller Stadtbahnlinien. Es entstanden nach sechs Jahren Bauzeit etwa vierzig Bahnkilometer mit 36 Stationen im Stil des Späthistorismus mit Jugendstilelementen. Von 1969 bis 1989 wurde das System modernisiert und schrittweise in das U-Bahn-Netz integriert. Über die Brücke über die Wienzeile kommend trifft hier die Gürtelstadtbahn auf die Wienzeilenlinie. | BDA-Hist.: Q37822790 Status: Bescheid Stand der BDA-Liste: 2025-06-30 Name: ehem. Stadtbahn – Teilbereich der heutigen U6 GstNr.: 202/1, 202/2, 202/3 Vienna Stadtbahn architecture |
| ja   | Datei hochladen | ehem. Stadtbahn – Teilbereich der heutigen U4 HERIS-ID: 111253 Objekt-ID: 129045                                           | Standort KG: Gaudenzdorf                                             | Hier verläuft die Wientallinie parallel zum regulierten Wienfluss. | BDA-Hist.: Q37822921 Status: Bescheid Stand der BDA-Liste: 2025-06-30 Name: ehem. Stadtbahn – Teilbereich der heutigen U4 GstNr.: 230/1, 164/2, 202/6, 202/9, 202/10 Vienna Stadtbahn architecture |
| ja   | Datei hochladen | Ehem. Schweinemastanstalt, Wirtschaftsbau mit seitlichen Rampen und zwei Doppelwohnhäuser HERIS-ID: 48253 Objekt-ID: 51684 | Emil-Behring-Weg 7, 7A, 9, 11, 11A Standort KG: Hetzendorf           | Die Bauwerke gehören zu einer Viehzuchtanlage im Stil der 1930er-Jahre, der ab April 1939 für das Ernährungshilfswerk errichteten Schweinemastanstalt, die ins Eigentum der Stadt Wien kam und später in die Bundesanstalt für Virusseuchenbekämpfung umgewandelt wurde. Die Anlage besteht aus zwei Doppelwohnhäusern (7 und 7a bzw. 11 und 11a) und einem ehemaligen Wirtschaftshof und ist nun Teil des Wohnbauprojekts Wildgarten, für das das Wirtschaftsgebäude als Nachbarschaftszentrum fungiert. | BDA-Hist.: Q38029692 Status: Bescheid Stand der BDA-Liste: 2025-06-30 Name: Ehem. Schweinemastanstalt, Wirtschaftsbau mit seitlichen Rampen und zwei Doppelwohnhäuser GstNr.: 581, 578, 593 Ehemalige Schweinemastanstalt Emil-Behring-Weg |
| ja   | Datei hochladen | Kindergarten HERIS-ID: 28967 Objekt-ID: 25583                                                                              | Hetzendorfer Straße 57 Standort KG: Hetzendorf                       | Dieser Kindergarten wurde 1913 von Max Fiebiger und Gottfried Lemböck erbaut. Er ist im Heimatstil gehalten und reich mit Erkern, Vorsprüngen, Rücksprüngen und differenzierter Dachsilhouette gegliedert. Zwischen den Fenstern des unteren Geschoßes befinden sich Reliefs mit Märchenmotiven. | BDA-Hist.: Q37922734 Status: § 2a Stand der BDA-Liste: 2025-06-30 Name: Kindergarten GstNr.: 308/2 Kindergarten Hetzendorfer Straße 57, Meidling |
| ja   | Datei hochladen | Schlossanlage Hetzendorf, Modeschule HERIS-ID: 13560 Objekt-ID: 9766                                                       | Hetzendorfer Straße 77, 79 Standort KG: Hetzendorf                   | Diese bedeutende barocke Schlossanlage geht auf das Jahr 1691 zurück, als ein kleines Jagdschloss für Sigismund Graf Thun nach Plänen von Johann Bernhard Fischer von Erlach errichtet wurde. 1712/13 erfolgten kleinere Umbauten durch Johann Lucas von Hildebrandt und vor 1719 wurde das Grundstück zur Hetzendorfer Straße erweitert. Der Umbau zum barocken Gartenschloss durch Anton Ospel und Antonio Beduzzi erfolgte ungefähr zu dieser Zeit. Nachdem das Gebäude ans Kaiserhaus gekommen war, wurde es 1743–1745 erneut durch Nikolaus von Pacassi umgebaut. Aus dieser Zeit stammt auch die Schlosskapelle. Das Schloss erstreckt sich um einen runden Ehrenhof, markant ist der erhöhte Mittelrisalit mit reicher Gliederung. Die Gartenfassade ist der Hofseite in der Gestaltung ähnlich. Künstlerisch wertvoll ist auch die Innenausstattung, insbesondere das Vestibül mit dem Deckengemälde Aurora von Daniel Gran. Der Hauptsaal ist nach Entwürfen von Beduzzi eingerichtet und weist Figurenmalerei von Carlo Innocenzo Carlone auf. In dem von Pacassi gebauten Trakt gibt es auch ein bemerkenswertes chinesisches Zimmer. | BDA-Hist.: Q664880 Status: Bescheid Stand der BDA-Liste: 2025-06-30 Name: Schlossanlage Hetzendorf, Modeschule GstNr.: 1/1, 2, 6/1, 6/2, 4, 5 Schloss Hetzendorf |
| ja   | Datei hochladen | ehem. Wohnhaus des Komponisten Hugo Wolf HERIS-ID: 28968 Objekt-ID: 25585                                                  | Hetzendorfer Straße 90 Standort KG: Hetzendorf                       | Identadresse Schönbrunner Allee 53. Dieses Biedermeier-Vorstadthaus mit pilastergegliedertem Obergeschoß wurde 1836 erbaut. Es weist Schmiedeeisenbalkone auf Volutenkonsolen sowie im Inneren eine Vierpfeilertreppe mit klassizistischem Geländer auf. | BDA-Hist.: Q37922750 Status: Bescheid Stand der BDA-Liste: 2025-06-30 Name: ehem. Wohnhaus des Komponisten Hugo Wolf GstNr.: 211 Hetzendorfer Straße 90, Vienna |
| ja   | Datei hochladen | Bürgerhaus, Ehem. Gall-Hof HERIS-ID: 28969 Objekt-ID: 25586                                                                | Hetzendorfer Straße 92 Standort KG: Hetzendorf                       | Identadresse Schönbrunner Allee 66. Diese Ehrenhofanlage war um 1700 ein Liechtensteinscher Wirtschaftshof, danach gab es öfter Besitzerwechsel, Mitte des 18. Jahrhunderts (als der Garten erweitert wurde) war sie auch im Besitz des Kaiserhauses. Um 1800 wurde das Gebäude aufgestockt. Der Ehrenhof ist durch einen Gitterzaun abgeschlossen, der von zwei Steinpostamenten flankiert wird. Der Mitteltrakt ist dreigeschoßig mit einem übergiebelten flachen Risaliten. Vorgelagert ist eine Steintreppe mit Schmiedeisengeländer. Die Seitentrakte sind zweigeschoßig mit Walmdächern. | BDA-Hist.: Q37922767 Status: Bescheid Stand der BDA-Liste: 2025-06-30 Name: Bürgerhaus, Ehem. Gall-Hof GstNr.: 196/1, 195/2 |
| ja   | Datei hochladen | Wandmalerei im Gallhof, Wohnung Top 2-4 HERIS-ID: 113807 Objekt-ID: 132187seit 2021                                        | Hetzendorfer Straße 92 Standort KG: Hetzendorf                       | | BDA-Hist.: Q105675409 Status: Bescheid Stand der BDA-Liste: 2025-06-30 Name: Wandmalerei im Gallhof, Wohnung Top 2-4 GstNr.: 195/2 |
| ja   | Datei hochladen | Marianneum, Exerzitien- und Meditationszentrum der Lazaristen HERIS-ID: 28941 Objekt-ID: 25553                             | Hetzendorfer Straße 117 Standort KG: Hetzendorf                      | In diesem langgestreckten frühhistoristischen Bau ist an der Seitenfront (Adresse Boërgasse 1) eine Kapelle integriert, die 1887/88 von Ludwig Zatzka erbaut wurde. Sie ist im Sichtziegelstil gehalten und weist neugotischen Formen auf. Die noch original erhaltene Einrichtung ist gleichfalls neugotisch, die Wandmalereien auf dem Triumphbogen stammen von Hans Zatzka. | BDA-Hist.: Q1896950 Status: § 2a Stand der BDA-Liste: 2025-06-30 Name: Marianneum, Exerzitien- und Meditationszentrum der Lazaristen GstNr.: 43, 44/1 Marianneum |
| ja   | Datei hochladen | Pfarrhof HERIS-ID: 28923 Objekt-ID: 25534                                                                                  | Marschallplatz 6 Standort KG: Hetzendorf                             | Ebenso wie die Kirche wurde der Pfarrhof 1908/09 von Hubert Gangl und Eugen Felgel erbaut. Er weist Elemente des Heimatstils auf und ist durch Loggien mit der Kirche verbunden. | BDA-Hist.: Q37922421 Status: § 2a Stand der BDA-Liste: 2025-06-30 Name: Pfarrhof GstNr.: 516/40 |
| ja   | Datei hochladen | Hetzendorfer Pfarrkirche Königin des hochheiligen Rosenkranzes HERIS-ID: 28912 Objekt-ID: 25523                            | Marschallplatz 6 Standort KG: Hetzendorf                             | Diese reich gegliederte neoromanische Basilika wurde 1908/09 von Hubert Gangl und Eugen Felgel erbaut. Das Langhaus ist schmal mit Schopfwalmdach und von spitzbehelmten Türmchen flankiert, es weist einen oktogonalen Vierungsturm und einen hohen seitlichen Turm im Osten auf. Die Fassade ist mit Hausteinen jeweils in der Form von Rundbogenfriesen oder Rundfenstern gegliedert. Das Portal hat einen Wimperg als Aufsatz und wird von Figuren der Madonna sowie der Heiligen Dominikus und Katherina bekrönt. Das Innere wurde nach Kriegsschäden 1957/58 von Friedrich Achleitner und Johann Georg Gsteu wiederaufgebaut und auf die tektonischen Formen reduziert, was heftige Kontroversen auslöste. Die drei Bilder oberhalb des Altarraumes stammen von Ernst Fuchs. | BDA-Hist.: Q2082689 Status: § 2a Stand der BDA-Liste: 2025-06-30 Name: Hetzendorfer Pfarrkirche Königin des hochheiligen Rosenkranzes GstNr.: 516/39 Hetzendorfer Pfarrkirche |
| ja   | Datei hochladen | Wohnhausanlage der Gemeinde Wien, sog. Indianerhof HERIS-ID: 31049 Objekt-ID: 27973 Wiener Wohnen: 336, 919, 920, …        | Aichholzgasse 52, 54, 56 Standort KG: Meidling                       | Dieser kommunale Wohnbau wird (nach einer Figur oberhalb des Einganges zur Rotenmühlgasse) inoffiziell Indianerhof genannt. Erbaut wurde er 1927–1930 von Camillo Fritz Discher und Karl Dirnhuber. Die Anlage wurde von den beiden Architekten mit einem Minimum an Koordination gebaut und ist ohne ein einheitliches Konzept entstanden – gartenstadtartige Teile sind ebenso zu finden wie Blockbebauung. Anmerkung: Weitläufige Anlage mit zahlreichen Identadressen, u.a. in der Egger-Lienz-Gasse, Hohenbergstraße, Ratschkygasse, Rotenmühlgasse, Schwenkgasse, Spittelbreitengasse und Theergasse | BDA-Hist.: Q1613704 Status: § 2a Stand der BDA-Liste: 2025-06-30 Name: Wohnhausanlage der Gemeinde Wien, sog. Indianerhof GstNr.: .1447, .1448, .1449, .1450/1, .1450/2, .1451/2, .1451/3, .1452, .1451/1 Indianerhof |
| ja   | Datei hochladen | Kommunaler Wohnbau, George-Washington-Hof HERIS-ID: 111997 Objekt-ID: 130044 Wiener Wohnen: 128, 744                       | Akazienhof, Ulmenhof Standort KG: Meidling                           | Der weitläufige George-Washington-Hof wurde in den Jahren 1927–1930 nach Plänen von Karl Krist und Robert Oerley errichtet. Die westlichen Teile zwischen Wienerbergstraße und Unter-Meidlinger Straße wurden nach Plänen von Robert Oerley errichtet. Die Oberflächen weisen feinen Rautenputz auf, manche die Fronten werden zudem durch expressive Spitzerker rhythmisiert. Anmerkung: Der größere Teil der Anlage befindet sich im 10. Bezirk und ist daher auch dort verortet. Der Favoritner Teil umfasst die folgenden Anlagen: Ahornhof, Birkenhof und Fliederhof. | BDA-Hist.: Q1506758 Status: Bescheid Stand der BDA-Liste: 2025-06-30 Name: Kommunaler Wohnbau, George-Washington-Hof GstNr.: 2782/10; 2775/1; 2782/1; 2782/2; 2779/1; 2782/6; 2782/8; 2123/2; 2123/4; 2123/9; 2123/10; 2779/2; 169/21; 169/25; 169/24; 169/4; 169/10; 169/20 George Washington-Hof |
| ja   | Datei hochladen | Pfarrhof HERIS-ID: 28934 Objekt-ID: 25546                                                                                  | Albrechtsbergergasse 6 Standort KG: Meidling                         | Der zur Meidlinger Kirche gehörende Pfarrhof wurde wie sie um 1845 erbaut. Er weist ein Satteldach auf und ist romanisierend durch Rundbogenlisenen gegliedert. | BDA-Hist.: Q37922507 Status: § 2a Stand der BDA-Liste: 2025-06-30 Name: Pfarrhof GstNr.: .109/1 |
| ja   | Datei hochladen | Kommunaler Wohnbau, Am Fuchsenfeld, Reismannhof HERIS-ID: 28975 Objekt-ID: 25592 Wiener Wohnen: 151                        | Am Fuchsenfeld 1-3 Standort KG: Meidling                             | Der Reismannhof war bis 1949 ein Teil des Fuchsenfeldhofes und wurde gleichzeitig von denselben Architekten errichtet. Er ist eine große verschachtelte Anlage mit mehreren Innenhöfen. Auffällig ist der Kontrast von glatten Fassaden und einer Vielzahl von Dekordetails. Zur Längenfeldgasse hin weist er einen turmartigen Mitteltrakt auf. Anmerkung: Identadressen Karl-Löwe-Gasse 15, Karl-Löwe-Gasse 18, Längenfeldgasse 31-33, Malfattigasse 16a, Murlingengasse 16, Rizygasse 3-5, Rizygasse 6, Rothkirchgasse 1 | BDA-Hist.: Q2141992 Status: § 2a Stand der BDA-Liste: 2025-06-30 Name: Wohnhausanlage der Gemeinde Wien, Am Fuchsenfeld, Reismannhof GstNr.: .1428 Reismannhof |
| ja   | Datei hochladen | Kath. Pfarrkirche Namen Jesu HERIS-ID: 28887 Objekt-ID: 25494                                                              | Darnautgasse 3 Standort KG: Meidling                                 | Diese Kirche wurde 1950 anstelle einer kriegszerstörten älteren Kirche 1950 von Josef Vytiska erbaut. Sie ist ein in den Straßenverband eingegliederter kubischer Saalbau mit östlich angestelltem Turm. Die Giebelfassade ist durch ein Rundbogenfenster mit Kreuzapplik und gerahmtem Portal gegliedert. An der Altarwand befindet sich ein Kruzifix aus der älteren Kirche von Peter Sellemond aus dem Jahr 1931. Die sonstige Ausstattung ist aus der Bauzeit, insbesondere das Deckenbild von Karl Jamök. In der westlich angebauten Fatimakapelle wird ein Rundfenster von Albert Paris Gütersloh an der Decke aufbewahrt. | BDA-Hist.: Q1703094 Status: § 2a Stand der BDA-Liste: 2025-06-30 Name: Kath. Pfarrkirche Namen Jesu GstNr.: .822/3 Kirche Namen Jesu (Wien) |
| ja   | Datei hochladen | Ehem. Depot Meidling HERIS-ID: 28955 Objekt-ID: 25567                                                                      | Dörfelstraße 6-8 Standort KG: Meidling                               | Im 1897 erbauten ehemaligen Depot der (seit 23. Juli 1881 in Wien eingetragenen Repräsentanz) Vienna General-Omnibus-Company Limited (ab 25. Juli 1908 weitergeführt von Gemeinde Wien–städtische Stellwagenunternehmung) befindet sich die letzte erhaltene Stellwagen-Stallung Wiens. Die Stallräume sind mit Gusseisensäulen, Mouniergewölben und verfliesten Futternischen ausgestattet. | BDA-Hist.: Q37922630 Status: Bescheid Stand der BDA-Liste: 2025-06-30 Name: Ehem. Depot Meidling GstNr.: .334/3 |
| ja   | Datei hochladen | Arbeiterwohnhäuser HERIS-ID: 22674 Objekt-ID: 19009                                                                        | Eichenstraße 13, 15, 17, 19, 21, 23 Standort KG: Meidling            | Die Personalwohnhäuser für Eisenbahnbedienstete wurden 1869/70 vom Direktor für Hochbau der Südbahngesellschaft, Wilhelm Flattich, erbaut. Anmerkung: Die Anlage besteht aus mehreren aneinandergereihten Wohnblocks, von denen laut Liste des BDA nur der südliche Teil (Hausnummern 13-23) denkmalgeschützt ist, der in zwei leicht abweichenden Formen gebaute nördliche Teil (Hausnummern 5-11, Grundstücke .1045; .1044.; .1043; .574) jedoch nicht. Zwischen dem Hause Nr. 11 und dem Haus Nr. 13 befindet sich eine Baulücke (Grundstück 280/1), ohne dass eine Hausnummer fehlen würde. Dieser Lücke entspricht der auf der anderen Seite des (südlich der Häuser liegenden, Meidlinger) Bahnhofs eine Zufahrtsstraße zum Bahngelände. | BDA-Hist.: Q37871551 Status: Bescheid Stand der BDA-Liste: 2025-06-30 Name: Arbeiterwohnhäuser GstNr.: .187/2 Personalwohnhäuser Eichenstraße, Wien Meidling |
| ja   | Datei hochladen | Bundesrealgymnasium Wien XII HERIS-ID: 28959 Objekt-ID: 25572                                                              | Erlgasse 32-34 Standort KG: Meidling                                 | Das Gebäude wurde 1927/1928 von Wilhelm Baumgarten und Josef Hofbauer erbaut und ist eines der wenigen Beispiele für Schulbauten aus dieser Zeit. Ein auffälliges Element ist der 29 Meter hohe Uhrturm. | BDA-Hist.: Q37922675 Status: § 2a Stand der BDA-Liste: 2025-06-30 Name: Bundesrealgymnasium Wien XII GstNr.: .1404 GRG 12 |
| ja   | Datei hochladen | Figurenbildstock hl. Johannes Nepomuk HERIS-ID: 28889 Objekt-ID: 25496 Wien Kulturgut: 45012                               | bei Flurschützstraße 1A Standort KG: Meidling                        | Diese Darstellung des Brückensturzes des Heiligen Johannes Nepomuk stammt aus der Mitte des 18. Jahrhunderts. | BDA-Hist.: Q37922181 Status: § 2a Stand der BDA-Liste: 2025-06-30 Name: Figurenbildstock hl. Johannes Nepomuk GstNr.: 500/1 Brückensturz des Heiligen Johannes Nepomuk |
| ja   | Datei hochladen | Neumargaretener Pfarrkirche Zur Unbefleckten Empfängnis HERIS-ID: 28888 Objekt-ID: 25495                                   | Flurschützstraße 1A Standort KG: Meidling                            | Dieser mächtige, freistehende Sichtbetonbau mit höhenmäßig gestuftem Walmdach wurde anstelle einer kriegszerstörten 1905 entstandenen Kirche 1949–1954 von Helene Koller-Buchwieser und Hans Steineder erbaut. Ein ebenfalls geplanter Turm wurde nicht ausgeführt. Der hohe, flachgedeckte Saal im Inneren ist nur durch eine Orgelempore mit geschwungener Brüstung gegliedert Hochaltarbild und Kreuzwegbilder stammen von Hans Alexander Brunner. | BDA-Hist.: Q1742611 Status: § 2a Stand der BDA-Liste: 2025-06-30 Name: Neumargaretener Pfarrkirche Zur Unbefleckten Empfängnis GstNr.: .1572 Kirche Neumargareten |
| ja   | Datei hochladen | Kommunaler Wohnbau, Liebknechthof HERIS-ID: 28966 Objekt-ID: 25580 Wiener Wohnen: 153                                      | Flurschützstraße 30 Standort KG: Meidling                            | Der Liebknechthof wurde 1926/27 von Karl Krist erbaut. Er ist eine große, verschachtelte Anlage, die mit vielen expressiven Architekturdetails (Spitzbögen, Spitzerker, dreieckige Torbögen, übereckgezogene Balkone) ausgestattet ist und einen burgähnlich anmutenden Anschein hat. | BDA-Hist.: Q1823980 Status: § 2a Stand der BDA-Liste: 2025-06-30 Name: Wohnhausanlage der Gemeinde Wien, Liebknechthof GstNr.: .1524 Liebknechthof |
| ja   | Datei hochladen | Ehem. Wiener Frauenheim Erzherzogin Marie Valerie HERIS-ID: 113592 Objekt-ID: 131948seit 2020                              | Frauenheimgasse 2 Standort KG: Meidling                              | Das jetzige Caritas-Haus Schönbrunn wurde 1906 von Karl Holzer erbaut und als Erzherzogin Marie Valerie Wiener Frauenheim für alleinstehende mittellose Frauen eingeweiht, es ist das älteste noch bestehende Seniorenheim in Wien. Es ist ein langgestreckter, zweistöckiger Bau, der durch einen Mittel- sowie zwei Eckrisalite gegliedert ist, deren Dächer sich turmartig über das oberste Gesims erheben. Anmerkung: Identadressen Bischoffgasse 2–8, Schönbrunner Straße 295 | BDA-Hist.: Q105082643 Status: Bescheid Stand der BDA-Liste: 2025-06-30 Name: Ehem. Wiener Frauenheim Erzherzogin Marie Valerie GstNr.: .1714 Caritas-Haus Schönbrunn |
| ja   | Datei hochladen | Kommunaler Wohnbau, Haydn-Hof HERIS-ID: 30930 Objekt-ID: 27801 Wiener Wohnen: 157                                          | Gaudenzdorfer Gürtel 15 Standort KG: Meidling                        | Dieser Gemeindebau wurde 1928/29 von August Hauser errichtet und nach Joseph Haydn benannt, der hier in der Nähe begraben war. Er ist eine geschlossene Verbauung um einen parkartigen Innenhof. Die Fassaden sind glatt und durch rhythmische Vor- und Zurückstufungen (auch durch Balkone und Loggien) gegliedert. | BDA-Hist.: Q1591867 Status: § 2a Stand der BDA-Liste: 2025-06-30 Name: Wohnhausanlage der Gemeinde Wien, Haydnhof GstNr.: .1523 Haydnhof |
| ja   | Datei hochladen | Kath. Pfarrkirche Maria Lourdes HERIS-ID: 28890 Objekt-ID: 25497                                                           | Haschkagasse 5 Standort KG: Meidling                                 | Diese in den Straßenverband eingegliederte Kirche wurde 1956–1958 von Robert Kramreiter erbaut und zum hundertsten Jahrestag der Marienerscheinung von Lourdes geweiht. Die Fassade ist von der Straße zurückversetzt und durch drei Rechteckportale und eine monumentale Fensterrose gegliedert. Rechts davon befindet sich der Turm. Der höhenmäßig quer zur Hauptachse stehende Saal wird vom Ostteil mit der Orgelempore dominiert, deren Brüstung den Gipsschnitt Thron Christi von Kurt Absolon aufweist. Die Altarwand wird von einem ornamentalen, vielfarbigen Betonglasfenster von Hubert Wilfan gebildet, andere Glasfriese stammen von Erhard Amadeus Dier. Der Kreuzweg mit Kupfertreibarbeiten von Paul Ocsenasek befindet sich im östlich anschließenden so genannten Andachtshof, zu dem ein Schmiedeeisengittertor neben den Eingangsportalen führt. | BDA-Hist.: Q1896101 Status: § 2a Stand der BDA-Liste: 2025-06-30 Name: Kath. Pfarrkirche Maria Lourdes GstNr.: .1416, .1417 Maria Lourdes (Wien-Meidling) |
| ja   | Datei hochladen | Kommunaler Wohnbau, Am Tivoli HERIS-ID: 28971 Objekt-ID: 25588 Wiener Wohnen: 59                                           | Hohenbergstraße 3-21 Standort KG: Meidling                           | Diese Wohnhaussiedlung wurde 1927/28 von Wilhelm Peterle errichtet. Sie ist den Idealen der Gartenstadt verpflichtet (die meisten Häuser wurden mit vier Wohnungen erbaut), auch ist die Siedlung von Straßen durchzogen, was für die Bautätigkeit der Stadt Wien zu jener Zeit untypisch ist. Stilistisch ist die Siedlung dem Expressionismus der frühen 1920er-Jahre verpflichtet. | BDA-Hist.: Q451505 Status: § 2a Stand der BDA-Liste: 2025-06-30 Name: Wohnhausanlage der Gemeinde Wien, Am Tivoli GstNr.: .1456, .1457, .1458, .1459, .1460, .1461, .1462, .1463, .1464, .1465, .1466, .1467, .1468, .1469, .1470, .1471, .1472, .1473, .1474, .1475, .1476, .1477, .1478, .1479, .1480, .1481, .1482, .1483, .1484, .1485, .1486, .1487, .1488, .1489, .1490, .1491, .1492, .1493, .1494, .1495, .1496, .1497, .1498, .1499, .1500, .1501, .1502, .1503, .1504, .1506, .1507, .1508, .1509, .1510, .1511, .1512, .1513, .1514, .1515, .1516, .1517, .1518, .1519, .1520, .1521, .1595 Am Tivoli |
| ja   | Datei hochladen | Kath. Pfarrkirche hl. Klemens Maria Hofbauer, Gatterhölzl HERIS-ID: 28891 Objekt-ID: 25498                                 | Hohenbergstraße 42 Standort KG: Meidling                             | Diese Kirche wurde an Stelle einer älteren Barackenkirche 1955–1959 von Ladislaus Hruska errichtet. Sie ist auf Fernsicht konzipiert und erhebt sich hinter einem runden Vorplatz. Der Zentralbau ist in Anlehnung an byzantinische Vorbilder von einer Tambourkuppel bekrönt und von zwei Glockentürmchen mit Spitzhelm flankiert. Rundbogig in die Kuppel einschneidend und frontseitig in drei Achsen befinden sich Glasfenster von Heinrich Tahedl, das zwölfteilige Kuppelrelief sowie der geschnitzte Kreuzweg stammen von Josef Papst. | BDA-Hist.: Q1114344 Status: § 2a Stand der BDA-Liste: 2025-06-30 Name: Kath. Pfarrkirche hl. Klemens Maria Hofbauer, Gatterhölzl GstNr.: .1629 Gatterhoelzl-Kirche |
| ja   | Datei hochladen | Straßenbahnremise Koppreiter HERIS-ID: 24061 Objekt-ID: 20434                                                              | Koppreitergasse 5, 7, 9 Standort KG: Meidling                        | Dieser ehemalige Bahnhof der Straßenbahn wurde 1912/13 errichtet. Der kubische Bau mit stark hervorkragender Traufe steht stilistisch der Schule Otto Wagners nahe. | BDA-Hist.: Q37881377 Status: Bescheid Stand der BDA-Liste: 2025-06-30 Name: Straßenbahnremise Koppreiter GstNr.: 1793, 1794 Betriebsbahnhof Koppreitergasse |
| ja   | Datei hochladen | Kommunaler Wohnbau, Simony-Hof HERIS-ID: 28983 Objekt-ID: 25601 Wiener Wohnen: 154                                         | Koppreitergasse 8-10 Standort KG: Meidling                           | Der Simony-Hof wurde 1927/28 nach Plänen von Leopold Simony errichtet. Die bei Gemeindebauten unübliche Benennung nach dem Architekten rührt von dessen Pioniertätigkeit im sozialen Wohnbau her. Es ist ein schlichter, weitgehend dekorloser Bau mit einem zur Straße geöffneten Gartenhof. | BDA-Hist.: Q2288248 Status: § 2a Stand der BDA-Liste: 2025-06-30 Name: Wohnhausanlage der Gemeinde Wien, Simony-Hof GstNr.: .1402 Simonyhof |
| ja   | Datei hochladen | Kommunaler Wohnbau, Lorenshof HERIS-ID: 28984 Objekt-ID: 25602 Wiener Wohnen: 155                                          | Längenfeldgasse 14-18 Standort KG: Meidling                          | Der nach dem Wienerlieddichter Carl Lorens benannte Hof wurde 1927/28 von Otto Prutscher erbaut. Die Sachlichkeit der oberen Geschoße kontrastiert mit dem expressionistisch gestalteten Klinkermauerwerk des Sockelgeschoßes. Ein auffälliges Element ist die Eckgestaltung mit polygonalen Erkern und Rundloggien. | BDA-Hist.: Q1870012 Status: § 2a Stand der BDA-Liste: 2025-06-30 Name: Wohnhausanlage der Gemeinde Wien, Lorenshof GstNr.: .1432 Lorenshof |
| ja   | Datei hochladen | Wiener Stadtwerke Verkehrsbetriebe, Abteilung Stromversorgung HERIS-ID: 28985 Objekt-ID: 25603                             | Längenfeldgasse 23, 25 Standort KG: Meidling                         | Dieser schlichte Bau aus der ersten Hälfte der 1920er-Jahre ist durch Gesimse mit expressionistischen Elementen gegliedert. | BDA-Hist.: Q37922927 Status: Bescheid Stand der BDA-Liste: 2025-06-30 Name: Wiener Stadtwerke Verkehrsbetriebe, Abteilung Stromversorgung GstNr.: .1381 Wiener Verkehrsbetriebe, Abteilung Stromversorgung, Meidling |
| ja   | Datei hochladen | Kommunaler Wohnbau, Fuchsenfeldhof HERIS-ID: 28988 Objekt-ID: 25606 Wiener Wohnen: 150                                     | Längenfeldgasse 68 Standort KG: Meidling                             | Dieser Gemeindebau war einer der ersten Wiens und der erste, der aus den Mitteln der Wohnbausteuer errichtet wurde. Er wurde 1922–1925 von Heinrich Schmid und Hermann Aichinger erbaut. Er folgt dem Konzept des Volkswohnpalastes: ein massiver Block ist durch vier Innenhöfe gegliedert, die durch Torbögen miteinander verbunden sind. In einem steht ein Brunnen mit einem Fuchskopf, in einem anderen Statuen musizierender Kinder. | BDA-Hist.: Q1472552 Status: § 2a Stand der BDA-Liste: 2025-06-30 Name: Wohnhausanlage der Gemeinde Wien, Fuchsenfeldhof GstNr.: .1376 Fuchsenfeldhof |
| ja   | Datei hochladen | Kommunaler Wohnbau, Fröhlich-Hof HERIS-ID: 28991 Objekt-ID: 25609 Wiener Wohnen: 156                                       | Malfattigasse 1–5 Standort KG: Meidling                              | Diese nach Katharina Fröhlich benannte Wohnhausanlage wurde 1928/29 von Engelbert Mang in einem sachlich-nüchternen Stil erbaut. Im Zentrum des Hofes befindet sich ein Brunnen mit Putti, die eine Kugel halten. Anmerkung: Identadressen Arndtstraße 27-29, Fockygasse 2a, Oppelgasse 14 | BDA-Hist.: Q1471751 Status: § 2a Stand der BDA-Liste: 2025-06-30 Name: Wohnhausanlage der Gemeinde Wien, Fröhlich-Hof GstNr.: .1538/2 Fröhlich-Hof (Meidling) |
| ja   | Datei hochladen | Wohnhausanlage der Gemeinde Wien HERIS-ID: 28992 Objekt-ID: 25610 Wiener Wohnen: 885                                       | Malfattigasse 7 Standort KG: Meidling                                | Dieser kommunale Wohnbau wurde 1931/32 nach Plänen von Oskar Fayans errichtet. Es handelt sich um eine schlicht gehaltene langgestreckte Eckverbauung, deren auffälligstes Element das Portal ist. | BDA-Hist.: Q37922968 Status: § 2a Stand der BDA-Liste: 2025-06-30 Name: Wohnhausanlage der Gemeinde Wien GstNr.: .1427 |
| ja   | Datei hochladen | Wohnhausanlage der Gemeinde Wien, Malfattigasse 39 HERIS-ID: 28993 Objekt-ID: 25611 Wiener Wohnen: 879                     | Malfattigasse 39 Standort KG: Meidling                               | Diese Wohnhausanlage wurde 1929/30 von Clemens Kattner errichtet. Die Gliederung ist betont vertikal, die Vasen und Putzornamente sind der einzige Dekor an diesem betont schlichten Bau. | BDA-Hist.: Q37922983 Status: § 2a Stand der BDA-Liste: 2025-06-30 Name: Wohnhausanlage der Gemeinde Wien, Malfattigasse 39 GstNr.: .1525 Wohnhausanlage Malfattigasse 39 |
| ja   | Datei hochladen | Zwei Sphingen HERIS-ID: 29048 Objekt-ID: 25671 Wien Kulturgut: 78351, 78353                                                | bei der Maria-Theresia-Brücke Standort KG: Meidling                  | Die beiden Sphingen an der Brücke von der Hohenbergstraße über die Grünbergstraße stammen von der älteren Brücke, die 1777 erbaut und 1964 durch die heutige ersetzt wurde. | BDA-Hist.: Q37923317 Status: § 2a Stand der BDA-Liste: 2025-06-30 Name: Zwei Sphingen GstNr.: 128/6, 344/2 Sphingen an der Tivolibrücke |
| ja   | Datei hochladen | Pest-/Dreifaltigkeitssäule HERIS-ID: 28943 Objekt-ID: 25555 Wien Kulturgut: 45010                                          | bei Meidlinger Hauptstraße 3 Standort KG: Meidling                   | Dieser Votivbildstock besteht aus einer toskanischen Säule mit volutengerahmter Kartusche und einem Aufsatz, der einen Gnadenstuhl sowie ein die Bekehrung Pauli darstellendes Relief zeigt. Die Inschriften lauten Ex voto 1687 und RV, LR 1756. | BDA-Hist.: Q37922587 Status: § 2a Stand der BDA-Liste: 2025-06-30 Name: Pest-/Dreifaltigkeitssäule GstNr.: 337/2 Votivsäule, Meidlinger Hauptstraße 3 |
| ja   | Datei hochladen | Meidlinger Pfarrkirche hl. Johann Nepomuk HERIS-ID: 28931 Objekt-ID: 25543                                                 | bei Albrechtsbergergasse 6 Standort KG: Meidling                     | Die Meidlinger Pfarrkirche ist eines der Hauptwerke des romantischen Historismus in Wien und wurde 1842–1845 von Carl Roesner erbaut. Sie wurde nach schweren Kriegsschäden 1955–1958 unter der Leitung von Gustav Peichl wiederaufgebaut, wobei die Einrichtung modernisiert wurde. Es ist ein streng symmetrisch gegliederter Baukörper mit leicht erhöhtem Mittelschiff. Über den Seitenschiffen sind die Dächer leicht abgewalmt. Dominiert wird die Fassade vom Turmrisaliten mit reichem Rundbogendekor. Das Rechteckportal weist Pilasterrahmung und reichen Rankendekor in romanisierenden Formen auf. Im Inneren ist die Kirche eine dreischiffige, dreijochige Halle mit Kreuzrippengewölbe mit gerade geschlossenem Chor. Der Hochaltar wird durch eine Kreuzigungsgruppe aus dem Jahr 1956 von Erich Pieler gebildet. | BDA-Hist.: Q1917680 Status: § 2a Stand der BDA-Liste: 2025-06-30 Name: Meidlinger Pfarrkirche hl. Johann Nepomuk GstNr.: .110 Meidlinger Pfarrkirche |
| ja   | Datei hochladen | Miethaus HERIS-ID: 28996 Objekt-ID: 25614                                                                                  | Ratschkygasse 25 Standort KG: Meidling                               | Dieses Zinshaus mit secessionistischem Dekor wurde 1907 von Ferdinand Kellner erbaut. Vor allem auf und oberhalb des Erkers sowie um den Eingang ist die Fassade mit Blumen- und Scheibendekor versehen. Die Obergeschoße sind verfliest. | BDA-Hist.: Q37922998 Status: Bescheid Stand der BDA-Liste: 2025-06-30 Name: Miethaus GstNr.: .1022 Ratschkygasse 25 |
| ja   | Datei hochladen | Städtisches Volksbad, Ratschkybad HERIS-ID: 28997 Objekt-ID: 25615                                                         | Ratschkygasse 26 Standort KG: Meidling                               | Das Bad wurde 1923/24 von Josef Bittner erbaut. Es ist in den Formen des Heimatstils gehalten und hat eine hohe Giebelfassade mit drei- und vierteiligen Fenstergruppen. An der Fassade befinden sich Reliefs von Nixen und Fröschen. Das Vestibül ist mit rotem Marmor ausgekleidet, dort befindet sich ein Wandbrunnen mit dem Steinrelief Badender, das mit A. Pohl bezeichnet ist. | BDA-Hist.: Q1240032 Status: Bescheid Stand der BDA-Liste: 2025-06-30 Name: Städtisches Volksbad, Ratschkybad GstNr.: .1023/2 Ratschkybad |
| ja   | Datei hochladen | Wilhelmsdorfer Kapelle, Betkapelle im Wohnhaus HERIS-ID: 28938 Objekt-ID: 25550 Wien Kulturgut: 45006                      | Rauchgasse 5 Standort KG: Meidling                                   | Die 1827 erbaute Kapelle stand ursprünglich frei und wurde 1847 in den Vorgängerbau des heute bestehenden Wohnhauses einbezogen. Es ist ein kleiner Rechteckraum mit Sarkophagaltar, auf dem sich ein Tabernakel mit adorierenden Engeln befindet und der von durch eine Vorhangapplik verbundenen Halbsäulen flankiert wird. | BDA-Hist.: Q37922566 Status: Bescheid Stand der BDA-Liste: 2025-06-30 Name: Wilhelmsdorfer Kapelle, Betkapelle im Wohnhaus GstNr.: .279 Wilhelmsdorfer Kapelle |
| ja   | Datei hochladen | Bundesrealgymnasium HERIS-ID: 29007 Objekt-ID: 25626                                                                       | Rosasgasse 1-3 Standort KG: Meidling                                 | Das Schulgebäude wurde 1892 erbaut. Es ist ein freistehender kubischer Bau mit dominantem Mittelrisaliten, in dem sich pilastergerahmte Rundbogenfenster befinden. | BDA-Hist.: Q37923037 Status: § 2a Stand der BDA-Liste: 2025-06-30 Name: Bundesrealgymnasium GstNr.: .782/1 GRG 12 Rosasgasse |
| ja   | Datei hochladen | Ehem. Meidlinger Trainkaserne, Landesgendarmeriekommando von Niederösterreich HERIS-ID: 29014 Objekt-ID: 25633             | Ruckergasse 62 Standort KG: Meidling                                 | Das heute offizielle so benannte Kommandogebäude Heckenast-Burian wurde 1903/04 von Rudolf Tropsch und Hans Prutscher erbaut. Es ist ein blockhafter Bau mit hoher Attika, der durch Risalite gegliedert ist secessionistischen Scheibendekor aufweist. | BDA-Hist.: Q1564912 Status: § 2a Stand der BDA-Liste: 2025-06-30 Name: Ehem. Meidlinger Trainkaserne, Landesgendarmeriekommando von Niederösterreich GstNr.: .992/1, .992/2 Meidlinger Trainkaserne |
| ja   | Datei hochladen | Kommunaler Wohnbau, Leopoldine-Glöckel-Hof HERIS-ID: 28964 Objekt-ID: 25578 Wiener Wohnen: 158                             | Steinbauergasse 1–7 Standort KG: Meidling                            | Dieser Gemeindebau wurde 1931/32 von Josef Frank errichtet, der hier einen Gegenentwurf zur Monumentalität des Volkswohnpalastes Reumannhof lieferte. Die Fassade ist schlicht und nur durch Balkone gegliedert. Die einzelnen Stiegenhäuser sind mit unterschiedlichen Farben gekennzeichnet, was dem Bau Spitznamen wie Regenbogenhof eintrug. Anmerkung: Identadresse Herthergasse 2-10 | BDA-Hist.: Q1735911 Status: § 2a Stand der BDA-Liste: 2025-06-30 Name: Wohnhausanlage der Gemeinde Wien, Leopoldine-Glöckel-Hof GstNr.: .1419 Leopoldine Glöckel-Hof |
| ja   | Datei hochladen | Wohnhausanlage der Gemeinde Wien, Bebel-Hof HERIS-ID: 29026 Objekt-ID: 25646 Wiener Wohnen: 152                            | Steinbauergasse 36 Standort KG: Meidling                             | Der Bebelhof wurde 1925–1927 von Karl Ehn erbaut. Es handelt sich um eine große, repräsentative Anlage mit Eckturm. Die Eingangsfront weist Spitz- und Runderker auf und ist leicht zurückgesetzt. Ein besonders auffälliges Element sind die großen Eckbalkone. Anmerkung: Identadressen Aßmayergasse 13-21, Klährgasse 1, Längenfeldgasse 20 | BDA-Hist.: Q813525 Status: § 2a Stand der BDA-Liste: 2025-06-30 Name: Wohnhausanlage der Gemeinde Wien, Bebel-Hof GstNr.: .1545 Bebelhof |
| ja   | Datei hochladen | Kommunaler Wohnbau, August-Fürst-Hof HERIS-ID: 29031 Objekt-ID: 25651 Wiener Wohnen: 163                                   | Theresienbadgasse 9 Standort KG: Meidling                            | Diese Wohnhausanlage wurde 1955–1957 von Otto Frank, Otto Gruen, Eva Poduschka und Franz Sturm erbaut. Auffälligstes Element der aus fünf Gebäuden bestehenden Anlage ist ein neunstöckiger Turm am Meidlinger Platzl, der durch Balkone gegliedert ist und auf dem das Mosaik Entwicklung des Meidlinger Wappens von Leopold Schmid angebracht ist. | BDA-Hist.: Q37923169 Status: § 2a Stand der BDA-Liste: 2025-06-30 Name: Wohnhausanlage der Gemeinde Wien, August-Fürst-Hof GstNr.: .56/11 August-Fürst-Hof, Vienna |
| ja   | Datei hochladen | Springer-Schlösschen, Haus Vogelsang HERIS-ID: 29036 Objekt-ID: 25658                                                      | Tivoligasse 73 Standort KG: Meidling                                 | Diese monumentale freistehende Villa in altdeutschen Formen wurde 1889/90 von Fellner & Hellmer erbaut. Sie ist reich durch Erkertürme, Fachwerkgiebel, Balkone und Mansardenfenster gegliedert. Nordseitig ist eine Freitreppe vorgelagert, deren Steingeländer eingelassene Schmiedeeisenornamente aufweisen. Im Inneren ist die Ausstattung in den Formen von Neorenaissance und Neobarock größtenteils erhalten, insbesondere auch die Holztreppe, die vom Atrium aus in eine umlaufende Galerie mündet. | BDA-Hist.: Q2313909 Status: Bescheid Stand der BDA-Liste: 2025-06-30 Name: Springer-Schlößchen, Haus Vogelsang GstNr.: .1701, .569, .1702 Springer-Schlösschen |
| ja   | Datei hochladen | Wohnhausanlage der Gemeinde Wien, Am Wienerberg HERIS-ID: 29047 Wiener Wohnen: 865                                         | Wienerbergstraße 16 – 20 Standort KG: Meidling                       | Die Wohnhausanlage besteht aus zwei Teilen, die ursprünglich auch getrennte Parzellen darstellten. Der ältere östliche Teil wurde 1925–1927 von Rudolf Frass, Rudolf Perco und Karl Dorfmeister erbaut. Er läuft trapezförmig um einen Rechteckhof und weist zusätzlich noch einen Ehrenhof zur Wienerbergstraße auf, der von einem massiven Gitterportal mit Fahnenstange begrenzt wird. Der etwas jüngere westliche Teil wurde 1926/27 von Paul Gütl und Camillo Fritz Discher geplant und schließt mit etwas anderer Hofstruktur nahtlos an den anderen Teil an. Er bildet eine Mischung aus kubischen Elementen mit Erkern, Loggien, Balkonen und Sichtgiebeln, die im Hofinneren stärker präsent sind als in der Außenansicht. Zur Cothmanngasse hin öffnet sich ein kleiner Ehrenhof mit Portal. Anmerkung: Bis 2020 waren die beiden Teile als getrennte Einträge vorhanden, siehe unter „ehemalige Denkmäler“. | BDA-Hist.: Q451541 Status: § 2a Stand der BDA-Liste: 2025-06-30 Name: Wohnhausanlage der Gemeinde Wien, Am Wienerberg GstNr.: .1401 Am Wienerberg |
| ja   | Datei hochladen | ehem. Stadtbahn – Teilbereich der heutigen U4 HERIS-ID: 111254 Objekt-ID: 129046                                           | Schönbrunner Straße 253-255, bei Standort KG: Meidling               | siehe die Einträge bei der KG Gaudenzdorf | BDA-Hist.: Q37822928 Status: Bescheid Stand der BDA-Liste: 2025-06-30 Name: ehem. Stadtbahn – Teilbereich der heutigen U4 GstNr.: 3/8, 420/20, 420/24, 780, 778/2, .975, 420/1, 420/23, 779, 421/2, 420/14, 420/15, 421/1, 420/19, 420/22, 420/18, 420/21, 1789 Vienna Stadtbahn architecture |
| ja   | Datei hochladen | Wientalverbauung HERIS-ID: 111789 Objekt-ID: 129799seit 2016                                                               | Schönbrunner Straße 253-255, bei Standort KG: Meidling               | Die Regulierung des Wienflusses erfolgte in den Jahren 1894–1904, wo der größte Teil des Flusses in ein Betonbett gelegt wurde. Projektleiter waren Rudolf Krieghammer und Ludwig Leupschitz sowie Friedrich Ohmann und Josef Hackhofer (baukünstlerische Leitung). Otto Wagners Idee, den Fluss einzuwölben, um eine Prachtstraße zu errichten, wurde nur in einem Teilstück entsprochen. In Meidling betrifft dieser Eintrag ein längliches Grundstück bei der Lobkowitzbrücke. | BDA-Hist.: Q37826736 Status: Bescheid Stand der BDA-Liste: 2025-06-30 Name: Wientalverbauung GstNr.: 421/2 |

## Ehemalige Denkmäler
| Foto |                 | Denkmal                                                                  | Standort                                         | Beschreibung | Metadaten |
| ---- | --------------- | ------------------------------------------------------------------------ | ------------------------------------------------ | --- | --- |
| ja   | Datei hochladen | Wohnhausanlage der Gemeinde Wien, Am Wienerberg Objekt-ID: 25669bis 2022 | Wienerbergstraße 16 - / 18 Standort KG: Meidling | Dieser Eintrag repräsentiert den älteren, östlichen Teil der Wohnhausanlage Am Wienerberg Anmerkung: Kein Abgang, sondern andere Fassung des Schutzobjekts: 2021 wurden beide Teile der Wohnhausanlage zu einem Objekt zusammengefasst.   | BDA-Hist.: Q37923276 Status: § 2a Stand der BDA-Liste: 2022-07-01 Name: Wohnhausanlage der Gemeinde Wien, Am Wienerberg GstNr.: .1401 Am Wienerberg, Bauteil I  |
| ja   | Datei hochladen | Wohnhausanlage der Gemeinde Wien, Am Wienerberg Objekt-ID: 25670bis 2020 | Wienerbergstraße 20 Standort KG: Meidling        | Dieser Eintrag repräsentiert den jüngeren, westlichen Teil der Wohnhausanlage Am Wienerberg Anmerkung: Kein Abgang, sondern andere Fassung des Schutzobjekts: 2021 wurden beide Teile der Wohnhausanlage zu einem Objekt zusammengefasst. | BDA-Hist.: Q37923307 Status: § 2a Stand der BDA-Liste: 2022-07-01 Name: Wohnhausanlage der Gemeinde Wien, Am Wienerberg GstNr.: .1401 Am Wienerberg, Bauteil II |